# Chapar Pūr
Chapar Pūr (persiska: Chapar Pord-e Pā’īn, چپر پور) är en ort i Iran.   Den ligger i provinsen Gilan, i den norra delen av landet, 250 km nordväst om huvudstaden Teheran. Antalet invånare är 925.
Terrängen runt Chapar Pūr är mycket platt, och sluttar norrut. Runt Chapar Pūr är det tätbefolkat, med 659 invånare per kvadratkilometer. Närmaste större samhälle är Khoshk-e Bījār, 9,1 km sydost om Chapar Pūr. Trakten runt Chapar Pūr består till största delen av jordbruksmark.